# Отношения Кубы и САДР
Дипломатические отношения между Республикой Куба и Сахарской Арабской Демократической Республикой (САДР) официально установлены в 1980 году.
Куба признала САДР 20 января 1980 года, формальные дипломатические отношения были установлены 30 января 1980 года. Посольство САДР было открыто в Гаване в апреле 1980 года. Посол Кубы в Алжире был аккредитован и в САДР.
Куба сотрудничает с САДР прежде всего в сфере образования. Многие западносахарские политики являются выпускниками кубинских высших учебных заведений. Бригады кубинских врачей трудятся в лагерях для беженцев из САДР. С 1977 года из кубинских учебных заведений выпустилось 4 тысячи выходцев из Западной Сахары.